# 璞穀塘
璞穀塘商城是中國一家銷售非轉基因食品的商城。創建於2017年，因主持人崔永元創建而著稱。
該商城建立自己的食品標準，宣稱使民衆吃上安全放心的生鮮食品。但因其售賣方式和宣傳方式引起較大爭議。

## 现状
崔永元现已退出璞穀塘。

## 外部連結
- 璞穀塘商城